# Robert Hay (Ägyptologe)

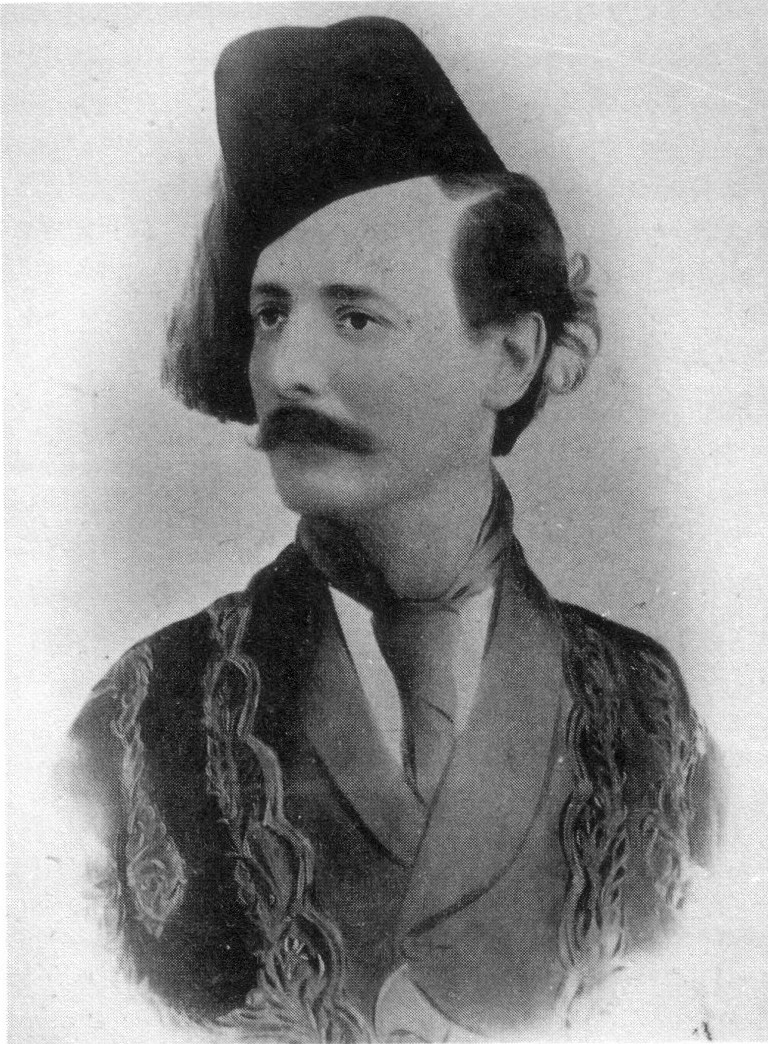
Foto von Robert Hay in türkischer Tracht, um 1855

Robert Hay (* 6. Januar 1799 in Duns Castle, Berwickshire; † 4. November 1863 in East Lothian) war ein schottischer Reisender, Antiquitätenhändler und früher Ägyptologe.

## Leben
Hay entstammte einer Nebenlinie des Clan Hay. Er besuchte Ägypten zum ersten Mal 1818 während seiner Dienstzeit bei der Royal Navy. 1824 traf er in Rom Joseph Bonomi, den er als Künstler anheuerte und der ihn nach Ägypten begleitete. Hay war selbst ein begabter Zeichner. Von November 1824 bis 1834 fertigten er und seine Expedition, zu der später noch weitere Künstler wie Frederick Catherwood, Edward William Lane, Francis Arundale (1807–1853), George Hoskins und Luchese Bandoni stießen, eine Reihe genauer Zeichnungen der wichtigsten Monumente des pharaonischen Ägyptens und Nubiens sowie von Baudenkmälern aus der islamischen Zeit an, die heute zusammen mit zahlreichen unveröffentlichten Reisenotizen in der British Library in London aufbewahrt werden.
Während seines Aufenthaltes in Theben 1826 erstellte er eine erste Studie über das Tal der Königinnen, das bis dahin unerforscht war. Mit der Entdeckung des anonymen Grabes QV40 und den Aufzeichnungen von über 15 weiteren Gräbern leistete er wichtige Pionierarbeit bei der Erforschung des Tales.
Im Mai 1828 reiste Hay nach Malta, wo er die Griechin Kalitza Psaraki, Tochter des Oberrichters von Kreta, heiratete, die er zuvor vom Verkauf an den Sklavenmarkt von Alexandria gerettet hatte. Nach seinem Tod 1863 im schottischen East Lothian wurde ein Teil von Hays ägyptischer Altertümersammlung an das British Museum verkauft. Einige der restlichen Objekte erwarb das Boston Museum of Fine Arts im Jahr 1872.

## Veröffentlichungen
- Illustrations of Cairo, London 1840